# Juan Antonio Mercadal

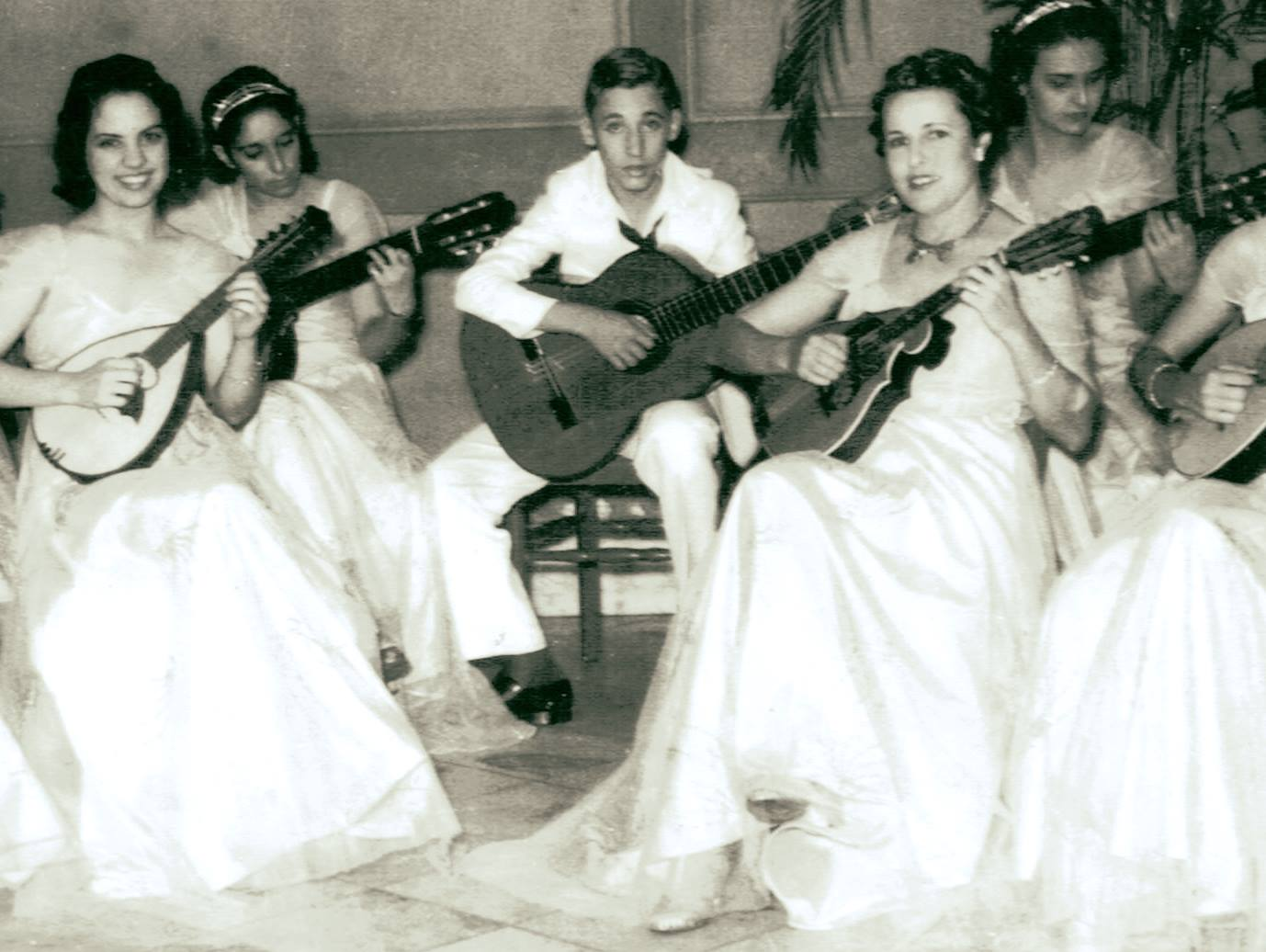
El guitarrista cubano Juan Antonio Mercadal tocando en una estudiantina cuando joven.

Juan Antonio Mercadal (Guanabacoa, La Habana, 12 de febrero de 1925 - Miami, 21 de enero de 1998) fue un guitarrista cubano.

## Formación académica
Juan Antonio Mercadal comenzó a tocar la guitarra a muy temprana edad, y recibió la primera instrucción formal de su propio padre, el guitarrista Juan Ramón Mercadal. Posteriormente continuó sus estudios con el Maestro Severino López, profesor de su padre, y después de graduarse de la enseñanza secundaria a los dieciséis años, en 1940, se convirtió en concertista profesional, trabajando a la vez para la Braniff Airways con el propósito de complementar sus ingresos. Mercadal también estudió clarinete y trompa en el Conservatorio Mateu de Guanabacoa, y participó como trompista en los conciertos de la Orquesta Sinfónica de La Habana.

## Actividades profesionales
El 27 de abril de 1940, Juan Antonio Mercadal actuó en el concierto de apertura de la Sociedad Guitarrística de Cuba, fundada por la profesora Clara Romero de Nicola. En aquella ocasión, él interpretó el Fandanguillo de Joaquín Turina y las Variaciones sobre un tema de Mozart de Fernando Sor; y el 31 de julio de ese mismo año se presentó en la misma institución, interpretando un programa donde incluyó la Courante y Gavota de Johann Sebastian Bach, así como de nuevo las Variaciones de Sor. 
Entre los años 1942 y 1943, Juan Antonio Mercadal ofreció conciertos en la Institución Hispano-Cubana de Cultura, donde ejecutó programas con obras que abarcaron las más importantes tendencias estilísticas desde el siglo XVIII hasta el siglo XX, y fue considerado como "un talento sobresaliente de la música cubana"; y ya en 1944 él se presentó en el Club Atenas, interpretando un programa que incluyó obras de Haendel, Bach, Beethoven, Tárrrega, Albéniz, Moreno Torroba, Turina, Sor, Mozart y Chopin.
Hacia el año 1949, Mercadal ofreció un programa semanal en la radioemisora CMBZ perteneciente al Ministerio de Educación, junto al reconocido pianista cubano Alberto Bolet, y a la vez trabajó como profesor de guitarra en el Conservatorio Alfredo Levy y en la Escuela Metodista de La Habana. 
Juan Antonio Mercadal realizó numerosas transcripciones de obras para la guitarra, que incluyeron la Sarabande de George Frideric Haendel, Orgía de Joaquín Turina, Rondino de Fritz Kreisler y Aires bohemios de Pablo Sarasate, entre muchas otras.
Durante su primer viaje al extranjero en 1951, Juan Mercadal visitó al famoso compositor Heitor Villa-Lobos en Brasil, el cual le entregó para su ejecución las partituras de sus Doce estudios para guitarra, así como la de su Concierto para guitarra y orquesta; y también tuvo la oportunidad de conocer allí al compositor y pianista Radamés Gnatalli, el cual le dedicó su Concierto para guitarra y orquesta.
Después de regresar a Cuba en 1954, él ejecutó la música del filme cubano Casta de Robles, del compositor y director de orquesta Félix Guerrero, y se presentó en varios programas de televisión.
En 1960, Juan Antonio Mercadal estableció su residencia, junto a su familia, en la Ciudad de Miami, y en 1962 fundó uno de los primeros programas de guitarra clásica en una universidad importante de los Estados Unidos, La Universidad de Miami.
Durante los últimos años de su vida, Mercadal ofreció unos diez conciertos anuales y grabó un álbum de piezas para guitarra, que fue lanzado después de su fallecimiento en 1998.